# سحاب (مدينة)

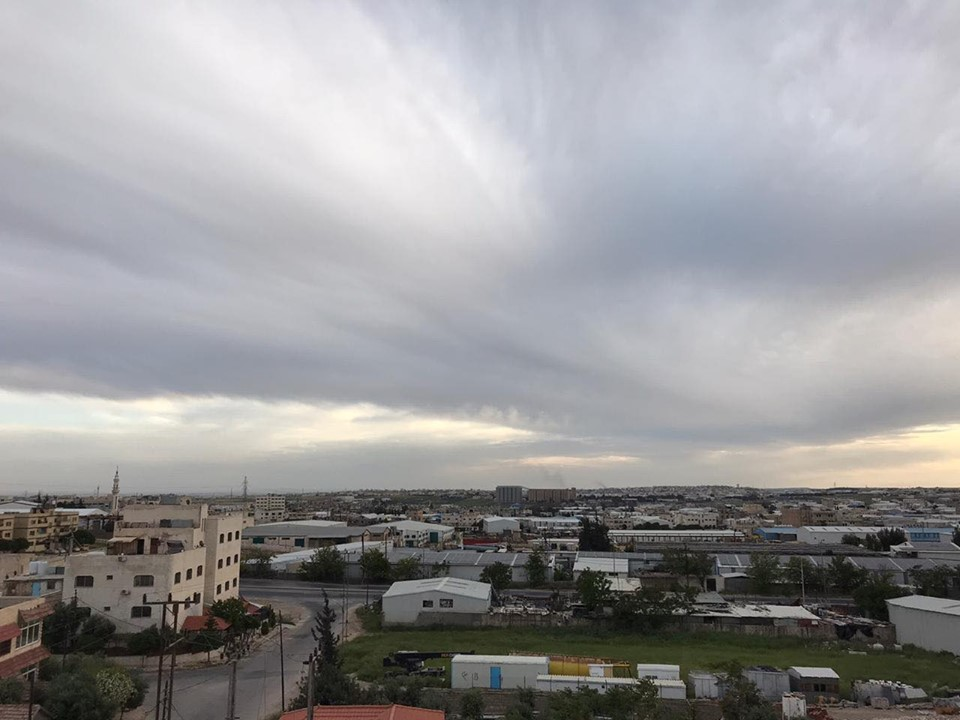
صورة جوية لمنطقة سحاب في عمان عاصمة المملكة الاردنية الهاشمية في فترة ماقبل الغروب بساعة

سحاب هي مدينة أردنية صناعية، وهي إحدى مناطق محافظة العاصمة، ومركز لواء سحاب. وتعد من المدن الصناعية الإنتاجية والتي يتم فيها إنتاج الأدوية والمواد الغذائية وغيرها، وتبلغ مساحتها (12 كم²) أي أنها تشغل ما نسبته (0.04 %) من إجمالي مساحة أمانة عمان الكبرى، ويبلغ عدد سكانها (71060) نسمة حسب إحصائيات عام 2011.

## نبذة عن المدينة
تم ضمها لأمانة عمان في 12 ديسمبر 2006، وتعتبر مركزاً اقتصادياً هاماً وذات صبغة صناعية وتجارية، حيث يوجد فيها أكبر تجمعين صناعيين في المملكة (مدينة الملك عبد الله الثاني الصناعية، ومدينة التجمعات الصناعية)، ويوجد فيها كهف الرقيم، كما يوجد فيها مقبرة سحاب الإسلامية وسوق الحلال (المواشي). ويعمل معظم أهلها في التجارة والصناعة. وفيها أيضاً مدينة سحاب الرياضية وعدة مراكز ونوادي رياضية شبابية. وقد وجد فيها مواقع أثرية تعود لمدينة (سليد) في القرن الثالث عشر قبل الميلاد، وهي ذات موقع استراتيجي وتربط العاصمة عمان بجنوب المملكة بالإضافة للسعودية والعراق شرقاً، وهي مدينة بعمرانها وتطورها على الرغم من أنها لا زالت تحتفظ بالصبغة العشائرية والتمسك بالعادات والتقاليد.

## معالم المدينة
تتضمن المدينة عددًا من المعالم ومنها:
- مدينة سحاب الصناعية.
- مقبرة سحاب الإسلامية
- سوق الحلال.
- مستشفى جميل التوتنجي.

### الحدود التنظيمية
تقع سحاب في الجزء الشمالي من المملكة جنوبي شرقي العاصمة، وتقسم إلى عدة أحياء وتجمعات سكنية عددها (10). تحدها تنظيمياً عدد من المناطق : 
- من الشمال منطقة أحد
- من الشرق منطقة الموقر
- من الغرب منطقة أبوعلندا
- ومن الجنوب منطقتي خريبة السوق - جنوب غرب، والموقر - جنوب شرق.

### نبذة عن إنجازات ومميزات المدينة
تتميز المدينة بوجود مدينة سحاب الصناعية التي تحتل 4,000 دونم من أراضي مدينة سحاب ومدينة التجمعات الصناعية، وفيها ثالث أضخم مسجد بالأردن (مسجد سحاب الكبير)، وفيها 74 مسجد لذا فهي مدينة المساجد بالأردن.